# 12月19日
12月19日（じゅうにがつじゅうくにち）は、グレゴリオ暦で年始から353日目（閏年では354日目）にあたり、年末まであと12日ある。

## できごと
- 324年 - ローマ皇帝リキニウスが退位。
- 1154年 - 初代イングランド王ヘンリー2世が戴冠。
- 1614年（慶長19年11月19日）- 大坂冬の陣: 木津川口の戦い。豊臣方と徳川方が戦闘状態に突入。
- 1730年（享保15年11月10日） - 徳川吉宗が田安家を創設する。
- 1843年 - チャールズ・ディケンズ作『クリスマス・キャロル』が出版される[1]。
- 1864年（元治元年11月21日） - 江戸幕府が英米仏蘭と横浜居留地覚書を結ぶ。
- 1876年 - 現在の松阪市で地租減免を要求した農民を巡査が挑発したことから、集合した農民が激昂し暴動に発展（伊勢暴動の始まり）。
- 1909年 - ドイツのサッカークラブ、ボルシア・ドルトムント創設[2]。
- 1910年 - 徳川好敏工兵大尉が代々木錬兵場でアンリ・ファルマン機で、日野熊蔵陸軍歩兵大尉がハンス・グラーデ機で、日本初の動力飛行に成功。
- 1916年 - 第一次世界大戦: ヴェルダンの戦いが終結。
- 1920年 - コンスタンティノス1世がギリシャ王に即位。
- 1932年 - BBCの国際放送「BBCエンパイアサービス」（現在のBBCワールドサービス）が放送開始[3]。
- 1943年 - 第二次世界大戦の激化に伴い公認競馬の開催を中止。この日の宮崎競馬場における競争が最後となった[4]。
- 1944年 - フランスの夕刊紙『ル・モンド』が創刊[5]。
- 1946年 - フランス軍がトンキン・デルタ一帯のベトナム民主共和国の拠点を攻撃開始、第一次インドシナ戦争が始まる。
- 1946年 - 信越本線妙高高原駅の北方で脱線事故。機関士など乗員4人を含む13人が死亡、80人が重軽傷。川の増水により道床が流されたところに夜行列車が進入したことによる事故[6]。
- 1955年 - 原子力基本法公布。
- 1961年 - 1961年 - インド軍がダマン・ディーウを占領。ゴアが、4世紀以上のポルトガルの統治から解放される（ゴア併合）[7]。
- 1965年 - 世田谷 - 横浜の第三京浜道路が全線開通。
- 1966年 - 国連総会で宇宙条約が採択。
- 1968年 - 第9次越冬隊（隊長・村山雅美）が日本人として初めて南極点に到達[8]。雪上車を使用。
- 1972年 - アメリカの最後の有人月宇宙船「アポロ17号」が地球に帰還。
- 1974年 - 世界初の個人ユースのコンピュータAltair 8800が発売される[9]。
- 1983年 - ブラジルに永久譲渡されていた初代のFIFAワールドカップトロフィー（ジュール・リメ・トロフィー）が盗難に遭う。
- 1984年 - イギリスと中華人民共和国が1997年の香港返還合意文書に調印[10]。
- 1984年 - 特殊浴場協会がトルコ風呂をソープランドに改称。
- 1986年 - 「老人福祉法」改正法が成立。医療費の自己負担引き上げなどが行われた。
- 1986年 - ソ連が反体制物理学者サハロフ博士夫妻の流刑を解除。
- 1988年 - JR九州の門司港駅舎が国の重要文化財に指定される。
- 1988年 - 北海道の十勝岳が噴火[11]。
- 1990年 - 札幌信金OL殺人事件発生。2005年に時効が成立。
- 1992年 - TBS系のクイズ番組「クイズダービー」が、この日の放送（第862回）をもって終了、17年の歴史に幕。
- 1995年 - 東京高裁がオウム真理教の解散を命じた東京地裁決定を支持。
- 1997年 - 都営地下鉄大江戸線の練馬 - 新宿間が開通。
- 1997年 - シルクエアー185便事故。
- 1998年 - 米下院がビル・クリントン大統領の不倫もみ消し疑惑で弾劾訴追を可決。
- 2000年 - W3CがXHTML Basicの仕様を勧告。
- 2001年 - モンゴルで史上最高気圧1085.6 hPaを観測。
- 2002年 - 第16代韓国大統領選挙で盧武鉉が当選。
- 2003年 - リビアが大量破壊兵器の破棄を表明。
- 2004年 - ディープインパクトが阪神競馬場第5レースでデビュー、初勝利[12]。
- 2005年 - チョークス・オーシャン・エアウェイズ101便墜落事故。
- 2007年 - 第17代韓国大統領選挙で李明博が当選。
- 2011年 - 正午に、朝鮮中央通信が北朝鮮の金正日総書記の死去（同年12月17日死去）と、後継者が金正恩となったことを発表。
- 2011年 - TBSの時代劇『水戸黄門』が最終回を迎え、42年にわたる放映に幕を下ろす。
- 2012年 - 第18代韓国大統領選挙で朴槿恵が当選確定。韓国初の女性大統領[13]。
- 2013年 - 王将社長射殺事件[14]。
- 2015年 - NHK北見放送局で火災[15]。
- 2017年 - 同年6月12日に上野動物園で誕生したジャイアントパンダシャンシャンの一般公開が始まる[16]。
- 2018年 - 囲碁棋士の井山裕太五冠が天元を防衛し、歴代単独最多となる七大タイトル通算43期獲得の新記録を達成[17]。

## 誕生日
- 1642年（寛永19年10月28日） - 松平直矩、初代陸奥国白河藩主（+ 1695年）
- 1676年 - ルイ＝ニコラ・クレランボー、作曲家（+ 1749年）
- 1810年（文化7年11月23日） - 藤堂高聴、第15代伊勢国久居藩主（+ 1863年）
- 1816年 - フランツ・ザッハー、料理人（+ 1907年）
- 1817年 - シャルル・ダンクラ、ヴァイオリニスト、作曲家（+ 1907年）
- 1819年（文政2年11月3日） - 織田信学、第2代出羽国天童藩主（+ 1891年）
- 1836年（天保7年11月12日） - 浅野慶熾、第10代安芸国広島藩主（+ 1858年）
- 1852年 - アルバート・マイケルソン、物理学者（+ 1931年）
- 1861年 - コンスタンス・ガーネット、翻訳家（+ 1946年）
- 1865年 - 伊東里き、日本人の北アメリカへの移住に尽力（+ 1950年）
- 1882年 - ブロニスラフ・フーベルマン、ヴァイオリニスト（+ 1947年）
- 1888年 - フリッツ・ライナー、指揮者（+ 1963年）
- 1889年 - 速水和彦、機械工学者（+ 1949年）
- 1894年 - 吉田五十八、建築家（+ 1974年）
- 1894年 - 加藤顕清、彫刻家（+ 1966年）
- 1894年 - リヒャルト・フォークト、航空エンジニア（+ 1979年）
- 1894年 - フォード・フリック、MLBコミッショナー（+ 1978年）
- 1898年 - ウィリアム・ルベイ、地質学者（+ 1974年）
- 1903年 - ジョージ・スネル、遺伝学者、免疫学者（+ 1996年）
- 1906年 - レオニード・ブレジネフ 、政治家、ソビエト連邦最高指導者（+ 1982年）
- 1910年 - ジャン・ジュネ、作家（+ 1986年）
- 1914年 - 楠本保、野球選手（+ 1943年）
- 1915年 - エディット・ピアフ、歌手（+ 1963年）
- 1916年 - 田部輝男、元プロ野球選手（+ 2000年）
- 1917年 - ヘンリー・グラハム・シャープ、フィギュアスケート選手（+ 1995年）
- 1918年 - プロフェッサー・ロングヘア、ピアニスト、シンガー （+ 1980年）
- 1922年 - 阿部日顕、僧侶（+ 2019年）
- 1922年 - 楠本憲吉、俳人（+ 1988年）
- 1932年 - 木元教子、評論家
- 1932年 - 柳澤愼一、俳優、声優（+ 2022年）
- 1933年 - 山谷初男、俳優（+ 2019年[18]）
- 1933年 - ゴーディ・ウインディ、元プロ野球選手（+ 2022年）
- 1934年 - 久保田治、元プロ野球選手
- 1934年 - アル・ケーライン、元プロ野球選手（+ 2020年）
- 1934年 - 田宮俊作、実業家、タミヤ会長兼社長（+ 2025年）
- 1935年 - 一峰大二、漫画家（+ 2020年）
- 1935年 - トニー・テイラー、元プロ野球選手（+ 2020年）
- 1935年 - 西室泰三、実業家、元東芝社長、元東京証券取引所社長、元日本郵政社長、元ゆうちょ銀行社長（+ 2017年）
- 1935年 - 大前均、俳優（+ 2011年）
- 1935年 - ボビー・ティモンズ、作曲家、ジャズピアニスト（+ 1974年）
- 1939年 - 10代目鈴々舎馬風、落語家
- 1940年 - 島田晴夫、マジシャン（+ 2022年）
- 1941年 - 李明博、政治家、元ソウル市長、大韓民国第17代大統領
- 1941年 - モーリス・ホワイト、ミュージシャン（アース・ウィンド・アンド・ファイアー）（+ 2016年）
- 1942年 - ロジャー・ウッドワード、ピアニスト
- 1942年 - 吉井英勝、政治家
- 1943年 - ウォルター・ウィリアムス、元プロ野球選手（+ 2016年）
- 1943年 - 磯辺サタ、元バレーボール選手（+ 2016年[19]）
- 1946年 - 中尾則幸、実業家、北海道メディアポート代表取締役
- 1948年 - 加藤紀文、政治家（+ 2020年）
- 1949年 - 竹村一義、元プロ野球選手
- 1951年 - 江越哲也、ラジオパーソナリティ
- 1951年 - 岡本麗、女優
- 1951年 - 豊田喜代美、ソプラノ歌手
- 1952年 - 久野誠、元アナウンサー
- 1954年 - 渡辺宜嗣、キャスター、元アナウンサー
- 1954年 - 吉田まゆみ、漫画家
- 1956年 - 秋田昌美、ノイズミュージシャン（Merzbow）
- 1956年 - 小杉英了、翻訳家、評論家、小説家
- 1957年 - 小杉十郎太、声優
- 1957年 - ゆうきまさみ、漫画家
- 1957年 - 吉本昌弘、脚本家
- 1957年 - 大友哲、歯科医師、天文家
- 1958年 - 山中秀樹、フリーアナウンサー
- 1958年 - リマール、シンガーソングライター
- 1958年 - 秋葉剛男、外交官
- 1959年 - 鈴木康仁、元サッカー選手、指導者
- 1959年 - スティーヴン・イッサーリス、チェリスト
- 1960年 - 中村扇雀 (3代目)、歌舞伎俳優
- 1960年 - 梅津泰臣、アニメーター、アニメーション監督
- 1961年 - 三戸範之、柔道家
- 1961年 - 海津亮介、元俳優
- 1961年 - ダイアン・マーチン、女優
- 1961年 - 香川伸行、元プロ野球選手（+ 2014年）
- 1962年 - 安部理、元プロ野球選手
- 1963年 - 松本大、実業家、マネックス証券社長
- 1963年 - 中村頼永、武術家
- 1963年 - 岩瀧智、アニメーター（+ 2023年）
- 1964年 - 本間昭光、ミュージシャン
- 1964年 - 種田文子、声優
- 1964年 - はやて、プロレスラー
- 1964年 - ベアトリス・ダル、女優
- 1965年 - 荒井昌一、元FMW社長（+ 2002年）
- 1965年 - 羽山淳一、アニメーター
- 1966年 - YU-KI、歌手、タレント（TRF）
- 1966年 - 世古口哲哉、政治家、元三重県明和町長（+ 2024年）
- 1969年 - 鈴木太郎、実業家、サザコーヒー社長
- 1969年 - ロルフ・スノラン、ファッションデザイナー（ヴィクター&ロルフ）
- 1969年 - リチャード・ハモンド、ラジオ、テレビ司会者
- 1970年 - 神谷英樹、ゲームクリエイター
- 1970年 - 国実百合、元タレント
- 1970年 - 谷川流、小説家
- 1970年 - タイソン・ベックフォード、モデル、俳優
- 1972年 - 寺坂祐一、農家
- 1972年 - アリッサ・ミラノ、女優
- 1973年 - 反町隆史、俳優
- 1973年 - 川中基嗣、元プロ野球選手
- 1973年 - 森山一人、元プロ野球選手
- 1973年 - エリック・ワイナイナ、マラソン選手
- 1973年 - 森山開次、ダンサー、振付師
- 1975年 - 岩尾望、お笑いタレント（フットボールアワー）
- 1977年 - 小笠原真、漫画家
- 1977年 - 藤崎奈々子、タレント
- 1977年 - 三宅えみ、元タレント
- 1978年 - 金石年弘、レーシングドライバー
- 1978年 - 河野明子、元アナウンサー
- 1980年 - ファビアン・ブルザ、フィギュアスケート選手
- 1980年 - ジェイク・ジレンホール、俳優
- 1981年 - 佐藤江梨子、タレント
- 1981年 - おおばあつし、漫画家
- 1981年 - 田嶋翔、騎手
- 1981年 - 奥井迪、競輪選手、元アルペンスキー選手
- 1982年 - 松下萌子、歌手、女優
- 1983年 - 水龍敬、漫画家、イラストレーター
- 1983年 - 湯川潮音、シンガーソングライター、女優
- 1984年 - 中村亮介、お笑いタレント（元バース）
- 1984年 - 柳家吉緑、落語家
- 1985年 - 山田麗奈、アナウンサー
- 1985年 - FISHBOY、ダンサー、コレオグラファー
- 1985年 - 李忠成、サッカー選手
- 1985年 - マイケル・テイラー、元プロ野球選手
- 1985年 - ガリー・ケーヒル、元サッカー選手
- 1986年 - 斉藤ジュン、プロレスラー、元大相撲力士
- 1986年 - 斉藤レイ、プロレスラー、元大相撲力士
- 1986年 - 石井慧、格闘家、元柔道家
- 1986年 - 高野慶治、バスケットボール選手
- 1986年 - 伊藤潤一、書家、芸術家
- 1986年 - 勝信、元俳優、元タレント
- 1986年 - ライアン・バベル、サッカー選手
- 1987年 - アーロン・ループ、プロ野球選手
- 1987年 - カリム・ベンゼマ、サッカー選手
- 1987年 - 清水彩香、声優
- 1988年 - 濵田崇裕、アイドル（WEST.）
- 1988年 - 松山まみ、女優
- 1988年 - 三浦裕貴、競艇選手
- 1988年 - アレクシス・サンチェス、サッカー選手
- 1988年 - 藤岡康太、騎手（+ 2024年）
- 1989年 - 三浦皇成、騎手
- 1989年 - 林田理沙、NHKアナウンサー
- 1989年 - 町田也真人、サッカー選手
- 1989年 - 清水茉菜、声優
- 1989年 - MIKE、歌手、俳優（GOLF&MIKE）
- 1989年 - 永見大吾、お笑いタレント（カベポスター）
- 1989年 - 仁藤夢乃、社会活動家
- 1990年 - 朝興貴祐貴、大相撲力士
- 1991年 - 上坂すみれ、声優
- 1991年 - 築田行子、声優、女優
- 1991年 - SATO、ラジオパーソナリティ
- 1991年 - デクラン・ガルブレイス、歌手
- 1992年 - 苅部隆太郎、サッカー選手
- 1992年 - 森美穂、プロゴルファー
- 1992年 - 松出直也、元舞台俳優
- 1992年 - イケル・ムニアイン、サッカー選手
- 1993年 - 和川未優、女優
- 1993年 - ホセ・ルクラーク、プロ野球選手
- 1993年 - 立石俊樹、俳優、歌手
- 1993年 - ヨンケイ、歌手（DAY6）
- 1993年 - 乙アリス、 AV女優
- 1993年 - 秦透哉、俳優、ナレーター
- 1993年 - 田畑万併、 ラグビーユニオン選手
- 1994年 - 佐藤友紀乃、アイドル（元テクプリ）
- 1994年 - 大山悠輔、プロ野球選手
- 1994年 - エムベイェ・ニアン、サッカー選手
- 1995年 - 結名美月、声優
- 1995年 - 松丸亮吾、タレント、クリエイター
- 1995年 - 葉山奨之、俳優
- 1995年 - 石田凱士、プロレスラー
- 1996年 - 安藤誠明、歌手（ORβIT）
- 1996年 - ヒロシエリ、女優
- 1996年 - 福田健太、ラグビーユニオン選手
- 1996年 - 池尻茉由、元サッカー選手
- 1997年 - 鈴木康介、俳優
- 1997年 - 石川花音、アイドル（元SKE48）
- 1997年 - ソマオ・ミートボール、お笑いタレント
- 1997年 - 加納虹輝、フェンシング選手
- 1998年 - 山下エミリー、アイドル（元HKT48）
- 1999年 - 倉悠貴、俳優、モデル
- 1999年 - 佐藤緋美、俳優
- 1999年 - 山下永玖、歌手、俳優、タレント（ONE N' ONLY）
- 2000年 - 河合優実、女優
- 2000年 - 村上悠緋、サッカー選手
- 2001年 - 小坂凛、スピードスケート選手
- 2002年 - 石井萌々果、女優、タレント
- 2002年 - 幸阪茉里乃、アイドル（櫻坂46）
- 2002年 - 桜田ひより、女優
- 2002年 - 髙石あかり、女優
- 2002年 - 大熊杏優、女優
- 2003年 - イ・テスン、元アイドル (元TEEN TEEN、元GHOST9)
- 2005年 - 玉城美海、タレント
- 生年不詳 - うり[20]、ゲーム実況者、youtuber（カラフルピーチ）
- 生年不詳 - 首藤志奈、声優
- 生年不詳 - 半田裕典[21]、声優

## 忌日
- 211年 - プブリウス・セプティミウス・ゲタ、ローマの共同皇帝（* 189年）
- 1370年 - ウルバヌス5世、第200代ローマ教皇（* 1310年）
- 1540年（嘉靖19年11月11日） - 浦添朝満、琉球王国の王族（* 1494年）
- 1591年（天正19年11月4日） - 北条氏直、戦国大名（* 1562年）
- 1729年（享保14年10月29日） - 戸田忠真、江戸幕府老中、佐倉藩主、高田藩主、宇都宮藩主（* 1651年）
- 1741年 - ヴィトゥス・ベーリング、探検家（* 1681年）
- 1780年（安永9年11月24日） - 阿部正允、江戸幕府老中、忍藩主（* 1717年）
- 1788年 - フアン・バウティスタ・デ・アンサ、開拓者（* 1736年）
- 1848年 - エミリー・ブロンテ、小説家（* 1818年）
- 1851年 - ジョゼフ・マロード・ウィリアム・ターナー、画家 （* 1775年）
- 1915年 - アロイス・アルツハイマー、精神医学者（* 1864年）
- 1932年 - 尹奉吉、朝鮮の独立運動家（* 1908年）
- 1936年 - フアン・デ・ラ・シエルバ、航空技術者（* 1895年）
- 1941年 - 吉田増蔵、漢学者（* 1866年）
- 1944年 - 深沢豊太郎、政治家（* 1895年）
- 1946年 - ポール・ランジュバン、物理学者（* 1872年）
- 1953年 - ロバート・ミリカン、物理学者（* 1868年）
- 1955年 - 西倉実、プロ野球選手（* 1929年）
- 1956年 - 池田亀鑑、国文学者（* 1896年）
- 1966年 - 堀川辰吉郎、政治運動家（* 1884年?）
- 1971年 - 三品彰英, 歴史学者（* 1902年）
- 1972年 - アレクサンダー・ウニンスキー、ピアニスト（* 1910年）
- 1975年 - 木谷實、囲碁棋士（* 1909年）
- 1975年 - 辻まこと、詩人、画家（* 1913年）
- 1977年 - ネリー・ロス、政治家（* 1876年）
- 1982年 - 向井忠晴、実業家（* 1885年）
- 1993年 - 植草圭之助、脚本家、小説家（* 1910年）
- 1993年 - 鳩山威一郎、元外務大臣（* 1918年）
- 1994年 - 細川隆元、政治評論家（* 1900年）
- 1996年 - マルチェロ・マストロヤンニ、俳優（* 1924年）
- 1997年 - 井深大、ソニー創業者（* 1908年）
- 1997年 - 塚原俊平、政治家（* 1947年）
- 1999年 - デスモンド・リュウェリン、俳優（* 1914年）
- 2000年 - 如月小春、劇作家（* 1956年）
- 2000年 - ポップス・ステイプルズ、ミュージシャン（* 1914年）
- 2001年 - マルセル・ミュール、サクソフォーン奏者（* 1901年）
- 2004年 - レナータ・テバルディ、ソプラノ歌手（* 1922年）
- 2004年 - ハーバート・ブラウン、化学者（* 1912年）
- 2005年 - 藤木悠、俳優（* 1931年）
- 2005年 - 田邊圀男、政治家（* 1913年）
- 2005年 - 滝井義高、元日本社会党衆議院議員、田川市長（* 1915年）
- 2005年 - ヴィンセント・ジガンテ、マフィア（* 1928年）
- 2008年 - キャロル・チョムスキー、言語学者（* 1930年）
- 2012年 - 中沢啓治[22]、漫画家（* 1939年）
- 2013年 - 大東隆行[23]、実業家（* 1941年）
- 2015年 - クルト・マズア[24]、指揮者（* 1927年）
- 2018年 - 石橋雅史[25]、俳優、空手家（* 1933年）
- 2020年 - 新藤享弘[26]、政治家（* 1932年）
- 2020年 - デヴィッド・ガイラー[27]、脚本家、映画プロデューサー（* 1943年）
- 2020年 - 青木裕史[28]、シャンソン歌手（* 1952年）
- 2020年 - 久光重貴[29][30]、フットサル選手（* 1981年）
- 2021年 - 糸井貫二[31]、前衛芸術家（* 1920年）
- 2021年 - ドレイコ・ザ・ルーラー[32][33][34]、ラッパー（* 1993年）
- 2024年 - 渡邉恒雄、実業家、新聞記者（* 1926年）
- 2024年 - いわむらかずお、絵本作家（* 1939年）

## 記念日・年中行事
- 国際南南協力デー
2004年12月の国連総会で制定された国際デー。1978年のこの日、国連総会でブエノスアイレス行動計画と発展途上国の技術協力の推進と実施が承認されたことを記念。
- 日本初飛行の日（ 日本）
1910年12月19日に、東京の代々木錬兵場（現在の代々木公園）で徳川好敏工兵大尉が日本初の飛行に公式に成功したことに由来。実際には5日前の12月14日に日野熊蔵大尉が飛行に成功していたが、公式の飛行実施予定日ではなかった、などの理由で「滑走の余勢で誤って離陸」であり、飛行ではないとされた。また、日野大尉は19日にも飛行に成功しているが、離陸順が徳川が先とされたため、徳川大尉が日本初、とされている。